# 法國蜜蜂航空
法国蜜蜂航空（French Bee），原稱法國藍色航空，是一家法国专营长航线的廉价航空公司，总部位于首都巴黎。法国蓝色航空的枢纽机场是巴黎-奥利机场，主要目的地是世界各国的度假胜地。因與捷藍航空對於藍色一詞有所爭議 ，2018更名為法國蜜蜂航空 。

## 航点
截至2022年12月，法國蜜蜂航空正在运营或即将通航的航点如下：
| 国家或地区     | 城市              | 机场                  | 开航日         | 停航日 | 注   | 参            |
| -------------- | ----------------- | --------------------- | -------------- | ------ | ---- | ------------- |
| 多明尼加       | 蓬塔卡納          | 蓬塔卡纳国际机场      | 2016年9月10日  | 待考   | 终止 | [ 4 ]         |
| 法国           | 巴黎              | 巴黎-奥利机场         | 2016年9月10日  | 运营中 | 基地 | [ 4 ]         |
| 法屬玻里尼西亞 | 帕皮提            | 法阿國際機場          | 2018年5月11日  | 运营中 |      | [ 5 ] [ 6 ]   |
| 留尼汪         | 圣但尼 (留尼汪)   | 留尼旺羅蘭·加洛斯機場 | 2017年6月16日  | 运营中 |      | [ 7 ]         |
| 美国           | 洛杉矶            | 洛杉磯國際機場        | 2022年4月30日  | 运营中 |      | [ 8 ]         |
| 美国           | 迈阿密            | 邁亞密國際機場        | 2022年12月15日 | 运营中 |      | [ 9 ]         |
| 美国           | 紐華克 (紐澤西州) | 紐華克自由國際機場    | 2021年7月14日  | 运营中 |      | [ 10 ] [ 11 ] |
| 美国           | 旧金山            | 舊金山國際機場        | 2018年5月11日  | 运营中 |      | [ 5 ] [ 6 ]   |

### 联运协议
法國蜜蜂航空目前与下述航司签署了联运协议：
- 大溪地航空 (1953年)
- 阿拉斯加航空

### 代码共享
法國蜜蜂航空与其姊妹航司加勒比海航空与法国国家铁路签署了班號共用协议。

## 机队

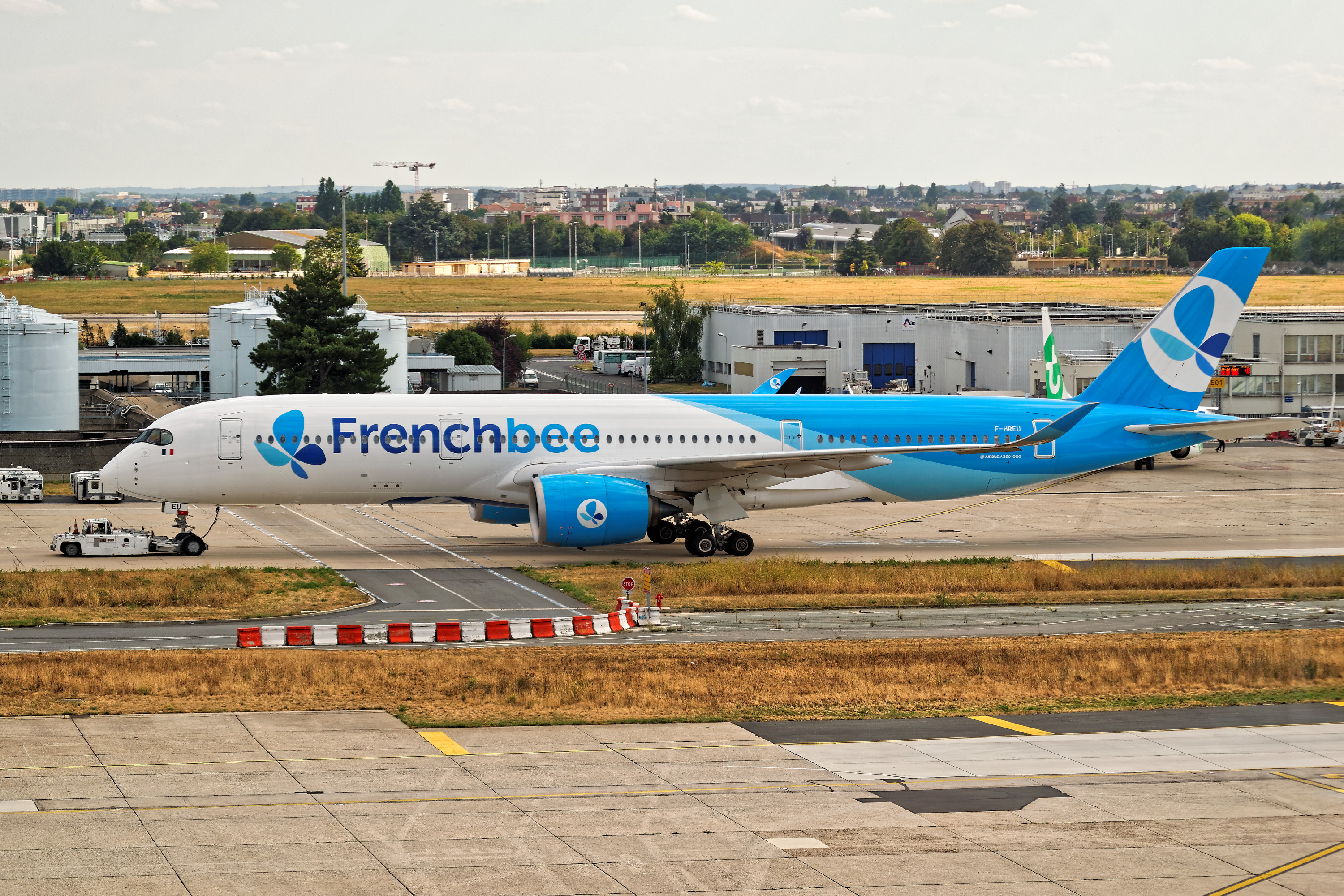
法國蜜蜂航空 A350-900

直至2019年8月，法國蜜蜂航空擁有以下飛機：

### 曾用機隊
- A330-300（於2019年轉移至同系的加勒比海航空）